# Kassam

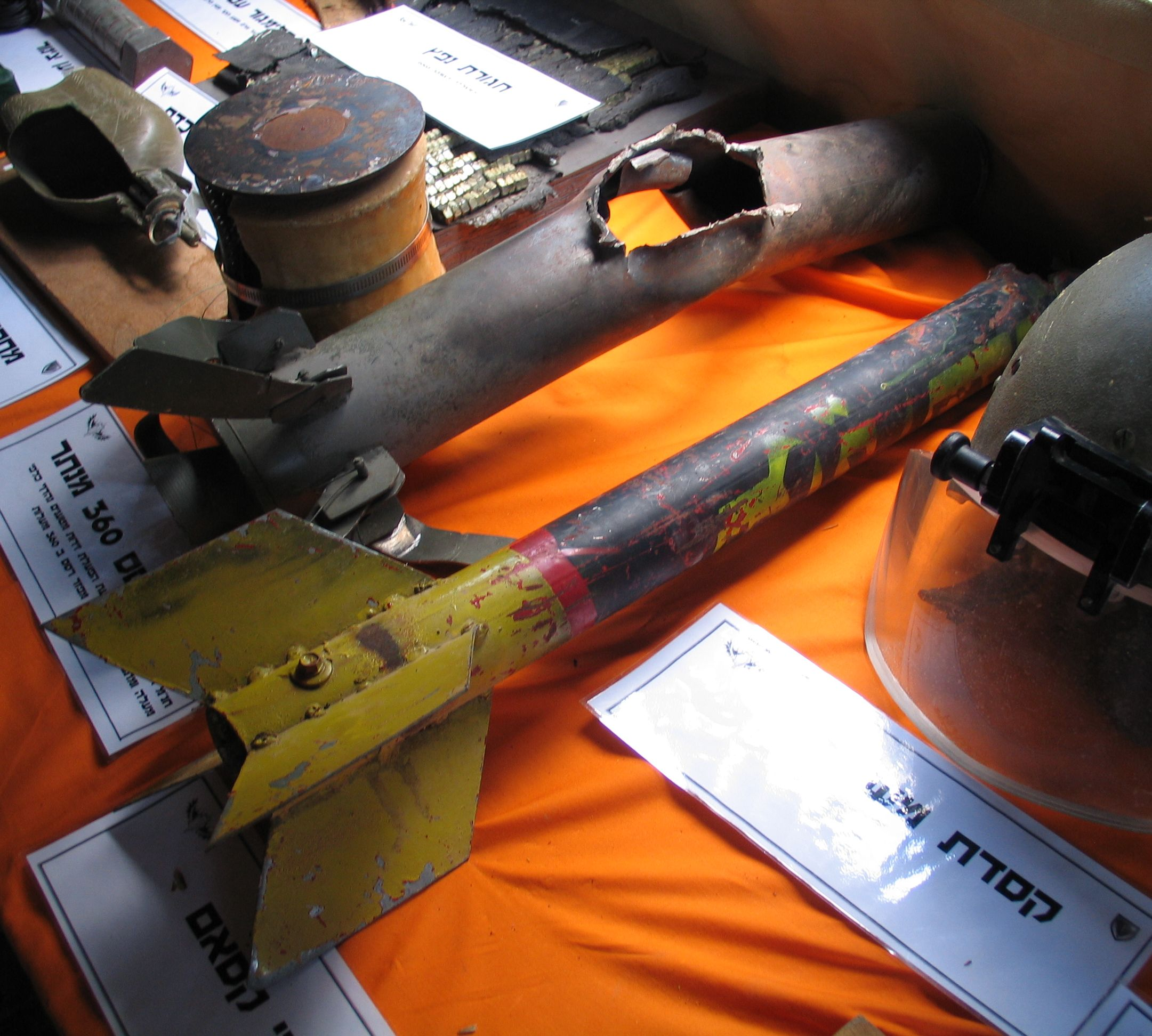
Szczątki pocisków Kassam na wystawie w Muzeum Jad la-Szirjon na wzgórzu Latrun w Izraelu

Miesięczne zestawienie liczby rakiet Kassam wystrzeliwanych ze Strefy Gazy na Izrael

Kassam – nazwa pocisków rakietowych domowej produkcji, wytwarzanych przez palestyńskie ugrupowania terrorystyczne i paramilitarne. Są one wykorzystywane do ostrzeliwania izraelskich osiedli i miast. Nazwa pochodzi od nazwiska palestyńskiego bojownika z okresu powstania przeciwko Brytyjczykom z lat 30. XX wieku, Izz ad-Dina al-Kassama. Pierwsze ich użycie, miało miejsce jesienią 2001. Ocenia się, że do marca 2008 oddziały palestyńskie wystrzeliły około 3000 takich rakiet na Izrael. Od ich wybuchów straciło życie 12 Izraelczyków, a 500 odniosło rany.
Rakieta składa się z metalowej rury, najczęściej rury wodociągowej, wypełnionej materiałem wybuchowym, często uzupełnionym dla wzmocnienia siły rażenia metalowymi kulkami, śrubami itp. Za paliwo służy mieszanka saletry potasowej oraz cukru.

## Parametry techniczne
|                          | Kassam 1 | Kassam 2 | Kassam 3 |
| ------------------------ | -------- | -------- | -------- |
| Długość (cm)             | 79       | 180      | pow. 200 |
| Kaliber (mm)             | 60       | 150      | 170      |
| Masa (kg)                | 5,5      | 32       | 90       |
| Ładunek wybuchowy (w kg) | 0,5      | 5-7      | 10       |
| Zasięg (km)              | 3-4      | 7-10     | pow. 10  |